# Cyamopsis dentata
Cyamopsis dentata là một loài thực vật có hoa trong họ Đậu. Loài này được (N.E.Br.) Torre miêu tả khoa học đầu tiên.